# Ragtime (musical)
Ragtime è un musical con libretto di Terrence McNally, versi di Lynn Ahrens e musica di Stephen Flaherty. Rappresentato la prima volta nel 1996 a Toronto, debuttò a Broadway nel 1998. Il soggetto è tratto dall'omonimo romanzo di E. L. Doctorow, già adattato per il grande schermo da Miloš Forman.

## Trama
Agli inizi del '900 le vite di una famiglia di immigrati ebrei, una famiglia borghese e una giovane coppia afroamericana si intrecciano irrimediabilmente e nulla sarà più come prima. E, insieme alle loro, si incrociano le figure storiche di Emma Goldman, John Pierpont Morgan, Harry Houdini, Evelyn Nesbit, Booker T. Washington, Stanford White, Harry Kendall Thaw, Matthew Henson e Robert Peary.

## Cast e produzioni principali
| Produzioni           | Madre                | Tateh           | Coalhouse Walker Jr.    | Sarah            | Padre            | Fratello minore  | Emma Goldman     | Ragazzina                                                          |
| -------------------- | -------------------- | --------------- | ----------------------- | ---------------- | ---------------- | ---------------- | ---------------- | ------------------------------------------------------------------ |
| Workshop, 1995       | Donna Murphy         | Joel Grey       | Brian Stokes Mitchell   | Audra McDonald   | Victor Garber    | -                | -                | -                                                                  |
| Toronto, 1996        | Marin Mazzie         | Peter Friedman  | Brian Stokes Mitchell   | Audra McDonald   | Mark Jacoby      | Steven Sutcliffe | Camille Saviola  | -                                                                  |
| Los Angeles, 1997    | Marcia Mitzman Gaven | John Rubinstein | Brian Stokes Mitchell   | LaChanze         | John Dossett     | Scott Carollo    | Judy Kaye        | -                                                                  |
| Broadway, 1998       | Marin Mazzie         | Peter Friedman  | Brian Stokes Mitchell   | Audra McDonald   | Mark Jacoby      | Steven Sutcliffe | Judy Kaye        | Lea Michele                                                        |
| Tour USA, 1998       | Rebecca Eichenberger | Michael Rupert  | Alton Fitzgerald White  | Darlesia Cearcy  | Cris Groenendaal | Aloysius Gigl    | Theresa Tova     | -                                                                  |
| Londra, 2003         | Maria Friedman       | Graham Bickley  | Kevyn Morrow            | Rosalind James   | Dave Willetts    | Matthew White    | Susie McKenna    | Natasha Jules Bernard, Sarah Bowling, Ruby Williams, Kenneth Avery |
| Broadway, 2009       | Christiane Noll      | Robert Petkoff  | Quentin Earl Darrington | Stephanie Umoh   | Ron Bohmer       | Bobby Steggert   | Donna Migliaccio | Sarah Rosenthal                                                    |
| Londra, 2012         | Rosalie Craig        | John Marquez    | Rolan Bell              | Claudia Kariuki  | David Birrell    | Harry Hepple     | Tamsin Carroll   | Lila Heller                                                        |
| Lincoln Center, 2013 | Lea Salonga          | Manoel Felciano | Norm Lewis              | Patina Miller    | Howard McGillin  | Michael Arden    | Tyne Daly        | Lilla Crawford                                                     |
| Ellis Island, 2016   | Laura Michelle Kelly | Robert Petkoff  | Brandon Victor Dixon    | Aisha Jackson    | Michael Park     | Andy Mientus     | Shaina Taub      | Aviva Winik                                                        |
| Londra, 2016         | Anita Louise Combe   | Gary Tushaw     | Ako Mitchell            | Jenniver Saayeng | Earl Carpenter   | Jonathan Stewart | Velrie Cutko     |                                                                    |

## Riconoscimenti
- Tony Award
  - 1998 – Miglior libretto di un musical a Terrence McNally
  - 1998 – Migliore colonna sonora originale a Stephen Flaherty (musiche) e Lynn Ahrens (testi)
  - 1998 – Miglior attrice non protagonista in un musical a Audra McDonald
  - 1998 – Miglior orchestrazione a William David Brohn
- Drama Desk Award
  - 1998 – Miglior musical
  - 1998 – Miglior libretto di un musical a Terrence McNally
  - 1998 – Miglior orchestrazione a William David Brohn
  - 1998 – Migliori testi a Lynn Ahrens
  - 1998 – Migliori musiche a Stephen Flaherty